# Michaił Dratwin
Michaił Iwanowicz Dratwin (ros. Михаил Иванович Дратвин, ur. 9 listopada?/21 listopada 1897 we wsi Jekimowo w guberni kostromskiej, zm. 12 grudnia 1953 w Moskwie) – radziecki dowódca wojskowy, generał porucznik.

## Życiorys
Pracował w telegrafie pocztowym, brał udział w I wojnie światowej, w 1918 wstąpił do Armii Czerwonej, w 1919 został członkiem RKP(b). Uczestniczył w wojnie domowej, walczył z białą armią Judenicza jako czerwonoarmista-telegrafista, pracował również w łączności sztabu w Piotrogrodzie, w marcu 1921 brał udział w likwidacji powstania w Kronsztadzie, od października 1924 do października 1926 był wojskowym doradcą ds. łączności w Chinach. Od października 1926 do października 1927 był dowódcą i komisarzem 2 pułku łączności, 1927–1931 studiował w Akademii Wojskowej im. Frunzego, od marca 1931 do czerwca 1935 kierował łącznością Moskiewskiego Okręgu Wojskowego, później Wydziałem 1 Zarządu Łączności Armii Czerwonej. Od stycznia do grudnia 1939 był szefem Wydziału 11 Sztabu Generalnego Armii Czerwonej, od grudnia 1939 do kwietnia 1941 szefem Zarządu Spraw Ludowego Komisariatu Obrony ZSRR, a od kwietnia do lipca 1941 starszym wykładowcą Akademii Sztabu Generalnego, później uczestniczył w wojnie z Niemcami. Od lipca 1941 do stycznia 1942 dowodził 273 Dywizją Piechoty, od stycznia do sierpnia 1942 był zastępcą dowódcy 37 Armii, od października 1942 do sierpnia 1944 szefem Zarządu Tyłów Frontu Zakaukaskiego, a od stycznia do czerwca 1945 dowódcą 47 Korpusu Piechoty. 1 września 1943 otrzymał stopień generała porucznika. Po wojnie służył w Grupie Wojsk Radzieckich w Niemczech jako zastępca szefa sztabu ds. zagadnień wojskowych, od listopada 1945 do maja 1947 szef sztabu, a 1947–1949 I zastępca głównodowodzącego. Od 1949 do kwietnia 1951 był szefem jednego z wydziałów GRU, a od stycznia do grudnia 1953 zastępcą naczelnika Akademii Wojskowo-Dyplomatycznej Armii Radzieckiej, 1951–1952 odbywał kursy przy Wyższej Akademii Wojskowej im. Woroszyłowa. Został pochowany na Cmentarzu Nowodziewiczym.

## Odznaczenia
- Order Lenina (trzykrotnie)
- Order Czerwonego Sztandaru (czterokrotnie)
- Order Suworowa II klasy
- Order Kutuzowa II klasy
- Order Wojny Ojczyźnianej I klasy
- Medal „Za zwycięstwo nad Niemcami w Wielkiej Wojnie Ojczyźnianej 1941–1945”
- Medal „Za zwycięstwo nad Japonią”
- Medal „Za obronę Kaukazu”
- Medal „Za wyzwolenie Warszawy”
- Medal jubileuszowy „XX lat Robotniczo-Chłopskiej Armii Czerwonej”
- Medal za Odrę, Nysę, Bałtyk (Polska Ludowa)